# Чеські Велениці
Чеські Велениці (також Чеське Веленице, Ческе-Веленіце, Чеське Веленіце; чеськ. České Velenice; нім. Unterwielands) — місто на півдні Чехії, у Південночеському краї, на кордоні з Австрією.
Місто межує з австрійським Ґмюндом.